# A Time for Burning
A Time for Burning ist ein US-amerikanischer Dokumentarfilm aus dem Jahr 1966.

## Handlung
Reverend William Youngdahl ist der neue Pastor der lutheranischen Kirchengemeinde Augustana in Omaha. Seine Versuche, die Beziehungen seiner weißen mittelständischen Kirche mit benachbarten schwarzen Kirchen zu verbessern, stoßen auf Widerstand. Senator Ernie Chambers sagt die Teilnahmslosigkeit der Weißen und den Argwohn der Schwarzen voraus, was Youngdahl frustriert. Trotzdem macht er eine Reihe informeller Besuche in den Gemeinden.
Unterstützung findet er im Anwalt Ted Backstrom, dem Vorsitzenden des kirchlichen Wohlfahrtskomitees. Das Gemeindemitglied Ray Christensen hingegen befürchtet, dass die Integration der Schwarzen die Kirche spalten könne. Das Ehepaar Zimmerman, kirchliche Schullehrer, veranstalten Besuche der presbyterianischen Kalvin-Gedächtniskirche. Die schwarzen Jugendlichen antworten mit Besuchen ihrerseits, was in der Gemeinde zu Kontroversen führt.
Während des Besuchs des Ehepaares Person von der lutheranischen Hoffnungskirche, wird Youngdahl darauf hingewiesen, dass seine Vorgänger, die für die Integration der Schwarzen eintraten, gezwungen waren, ihr Amt aufzugeben. Die rückläufige Zahl der Kirchenbesucher bringt Youngdahl dazu, zurückzutreten.

## Kritik
Die United States Conference of Catholic Bishops sprach von einer außergewöhnlichen Dokumentation, einem bewegenden Dokument.

## Auszeichnungen
1968 wurde der Film in der Kategorie Bester Dokumentarfilm für den Oscar nominiert. 2005 wurde er ins National Film Registry aufgenommen.

## Hintergrund
Erstmals erschien der Film am 17. Oktober 1966 im US-Fernsehen auf dem Kanal NET Journal. Die Kinopremiere fand am 23. Februar 1967 in New York statt.
Den Kinoverleih des Independent-Films übernahm die Lutheran Church in America.